# HD36404
HD36404 — хімічно пекулярна зоря спектрального класу B9, що має видиму зоряну величину в смузі V приблизно  6,5.
Вона  розташована на відстані близько 5722,0 світлових років від Сонця.

## Пекулярний хімічний вміст
Зоряна атмосфера HD36404 має підвищений вміст 
Hg
.